# Ilse Bing
Ilse Bing (Frankfurt del Main, 23 de març de 1899 - Nova York, 10 de març de 1998) va ser una fotògrafa alemanya. La seva família era una reeixida i benestant nissaga de comerciants jueus, camí que continuava el seu pare.

## Primers treballs
Va estudiar Història de l'Art a la Universitat de Frankfurt, encara que havia iniciat els seus estudis universitaris en els camps de matemàtica i física. Com important complement a la seva formació, durant el curs 1923/24 va estudiar a l'Acadèmia de Belles Arts de Viena. El seu aprenentatge de la fotografia el va realitzar de mode autodidacte el 1925 per tal d'il·lustrar la seva tesi sobre l'arquitecte Friedrich Gilly (1772-1808) amb una càmera Voigtlander, quatre anys més tard es va comprar una càmera Leica que va emprar durant vint anys com la seva màquina principal.

### París
El 1930 es va traslladar a París a on va conèixer André Kertész, Emmanuel Sougez i Florence Henri i va realitzar feina de fotoperiodisme amb reportatges per a diverses revistes com Das Illustrierte Blatt, Ars et Métiers Graphiques, Photo-Graphie, Vu y Harper's Bazaar. Va participar per aquests anys en diverses exposicions col·lectives, una molt important va ser la seva participació en el XVI Saló Internacional d'Art Fotogràfic organitzat per la Société Française de Phtotographie. El crític i fotògraf Emmanuel Sougez va fer un gran elogi de les fotografies presentades per Bing a la qual va nomenar pel nom «Reina de la Leica».
Va realitzar la seva primera exposició a la galeria Julien Levy de Nova York el 1932 formant part d'una mostra de fotografia europea i el 1937 va participar en l'exposició organitzada en el Museu d'Art Modern de Nova York per Beaumont Newhall amb el títol de «Photography (1839-1937)». Va fer un viatge a Nova York, on en una entrevista que li van realitzar pel New York World Telegraph (8 de juny de 1936) va declarar el seu entusiasme per la mencionada ciutat i el ritme de la música de jazz. Durant aquesta estada va conèixer i va ser molt influïda en el seu treball per Alfred Stieglitz.

## Nova York
El 1937 es va casar amb el pianista Konrad Wolff amb qui va emigrar l'any 1941 als Estats Units, ja que eren jueus i l'Alemanya nazi dominava Europa. Es van establir en Nova York. El 1946 Ilse va adoptar la nacionalitat dels Estats Units. Encara que va viatjar en diverses ocasions a París, en els anys cinquanta del segle xx, la seva activitat fotogràfica va perdre contingut experimental i es va fer més convencional. Així i tot va continuar realitzant fotografies en blanc i negre fins a 1957 que va començar a realitzar fotografies en color que ella mateixa revelava.
El 1959 va abandonar la fotografia per dedicar-se a la poesia, la pintura i el collage. El seu treball va ser valorat novament després d'una exposició col·lectiva realitzada el 1976 en el Museu d'Art Modern de Nova York i a l'Institut d'Art de Chicago. Des d'aleshores el seu treball ha estat exposat en museus de tot el món com a Nova Orleans el 1985, al Museu Carnavalet el 1987, al Museu Folkwang el 1994, al Museu Ludwig el 1996, al Victoria and Albert Museum el 2004, a París el 2007 i a Barcelona el 2009.